# Bihardancsháza
Bihardancsháza es un pueblo ubicado en el distrito de Püspökladány, en el condado de Hajdú-Bihar, Hungría.

## Superficie
Posee una superficie de 8,310 kilómetros cuadrados.

## Demografía
Hasta 2019 la población era de 175 habitantes, con una densidad de población de 21,06 habitantes por kilómetro cuadrado.